# Sigmatomera (Sigmatomera) felix
Sigmatomera (Sigmatomera) felix is een tweevleugelige uit de familie steltmuggen (Limoniidae). De soort komt voor in het Neotropisch gebied.